# Caspar Trendelenburg

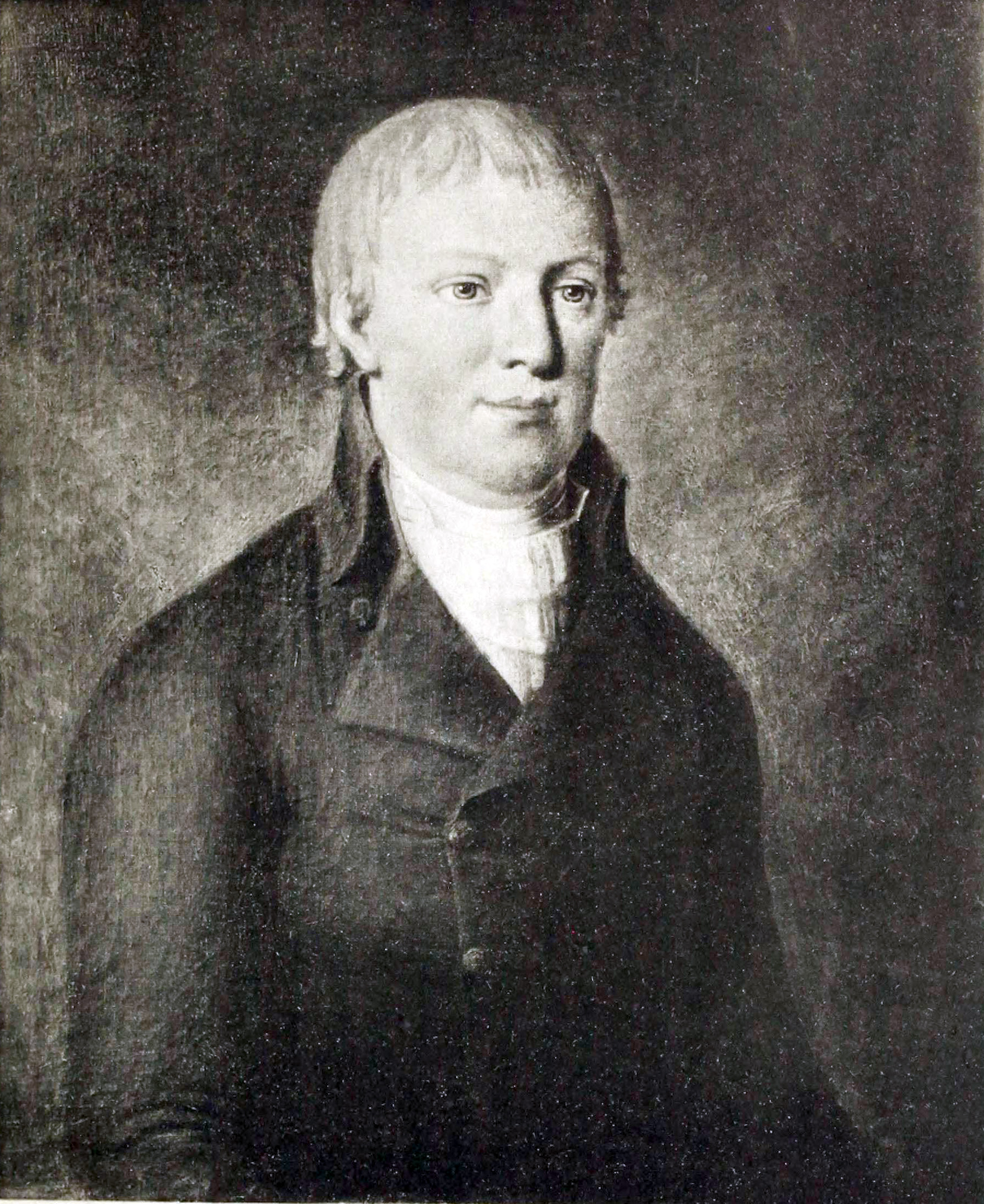
Caspar Trendelenburg. Oljemålning.

Caspar Trendelenburg, född 25 maj 1755 i Malmö, död där 18 september 1820, var en svensk läkare.

## Biografi
Fadern var kyrkoherde Philip Trendelenburg vid Tyska församlingen i Malmö. 
Trendelenburg blev student vid Lunds universitet 1766, medicine doktor 1778 och befordrades samma år till adjunkt i barnförlossningskonst i Stockholm. 
Trendelenburg utnämndes 1781 till stadsläkare i Karlshamn, fick 1786 professors titel och blev 1787 lärare vid barnförlossningsanstalten i Malmö, med åliggande att undervisa och examinera barnmorskor för hela Skåne. Han gav ut ett flertal populärvetenskapliga skrifter rörande obstetrik.